# Archiparapoderus nigripennis
Archiparapoderus nigripennis es una especie de coleóptero de la familia Attelabidae.

## Distribución geográfica
Habita en Mozambique, Tanzania y Sudáfrica.